# ویرزبورو (جورجیا)
ویرزبورو (به انگلیسی: Waresboro) یک منطقهٔ مسکونی در ایالات متحده آمریکا است که در جورجیا واقع شده‌است.